# Tschechoslowakische Eishockeynationalmannschaft der Frauen
Die tschechoslowakische Eishockeynationalmannschaft der Frauen war die nationale Eishockey-Auswahlmannschaft der Tschechoslowakei im Fraueneishockey.

## Geschichte
Die tschechoslowakische Frauen-Eishockeynationalmannschaft nahm 1989 an der ersten Austragung der Frauen-Europameisterschaft teil. Von acht Mannschaften belegten die Tschechoslowakinnen den siebten Platz, nachdem sie im Platzierungsspiel um eben jenen Platz die Niederlande mit 7:1 besiegten. Bei der Europameisterschaft 1991 belegte die Tschechoslowakei den vierten Platz der Gruppe 2 und unterlag schließlich im Platzierungsspiel um Platz 7 der Nationalmannschaft Frankreichs mit 1:2. Dies war zugleich das letzte Spiel, welches die Mannschaft in ihrer Geschichte bestritt. Nach Auflösung der Tschechoslowakei stellten deren Nachfolgestaaten Slowakei und Tschechiens eigene Frauen-Nationalmannschaften auf.

## Platzierungen bei Europameisterschaften
- 1989 – 7. Platz
- 1991 – 8. Platz